# مونتي بوغليا
مونتي بوغليا (بالإنجليزية: Monte Boglia)‏ هو أحد جبال سلسلة جبال الألب لوغانو ويقع في كانتون تيسينو في سويسرا. يحتل المرتبة رقم 417 في قائمة جبال سويسرا من حيث الارتفاع، إذ يبلغ ارتفاعه حوالي 1516 متر، بينما يبلغ ارتفاع نتوء الجبل 342 متر.